# فاغنانو (بحيرة)
بحيرة فاغنانو (بالأسبانية Cami Lake) أو بحيرة كامي (بالأسبانية Lago Cami)هي بحيرة تقع داخل الجزيرة الرئيسية في أرخبيل تيرا ديل فويغو، وتقع بين الأرجنتين وتشيلي.
مساحتها 645 كم مربع، وتمتد من الشرق للغرب لمسافة 98 كم، من بينهم 72 كم تتبع الأرجنتين في مقاطعة تيرا ديل فويغو، و13.5 كم تتبع تشيلي في منطقة مغايانيس إي لا أنتارتيكا.
يبلغ أقصى عمق لها حوالي 200 متر.